# 紐約地鐵7號線延伸段
地鐵7號線延伸段（英語：7 Subway Extension）是美國紐約地鐵的一項擴建工程，將7號線快車、慢車行駛的IRT法拉盛線往曼哈頓西部城區延長。本線從時報廣場車站延伸1.6（0.99英里）至34街與第十一大道交叉口的新終點站，然而隧道的實際總長為2.4（1.5英里）。兩個起訖站之間的第十大道-41街車站儘管曾在2007年10月時從計畫中剔除，但若是能獲取資金的話則可望恢復設置，成為該延伸線上的第二座新站。此外，也有計畫提倡將地鐵7號線延伸段進一步擴建到哈德遜河對岸的紐澤西州境內，使之成為紐約地鐵系統中首條跨州路線。
地鐵7號線延伸段也是哈德遜園區重開發計畫中的關鍵環節，該開發案預期能吸引商辦與娛樂設施進駐該區，並協助振興西城鐵路調車場周邊的地獄廚房地區。雖然哈德遜園區計畫原先的主要項目——將調車場打造成一座大型的運動場建築群，當中包括了支援紐約噴射機球隊和紐約申辦2012年夏季奧運的西城體育館。雖然體育館計畫由於市府與州政府的駁回而宣告流產，但7號地鐵延伸計畫卻獲得許可而能夠繼續進行，因為紐約政界的高層領導樂見第八大道以西、34街以北的倉庫區得到重新發展的機會，而地鐵的建設對此而言不可或缺。此外，2006年翻新的賈維茨會展中心也涵蓋在該延伸線的服務範圍內。2013年，紐約州專業工程師協會（New York State Society of Professional Engineers）頒發了其年度「行車隧道與地下結構工程獎」（Running Tunnels and Underground Structures）給地鐵7號延伸線。根據該協會的說法，地鐵計畫團隊獲獎的原因是其「高度專業地致力於開發創新方案和技術，以用於該建設項目的營建之中。7號地鐵計劃中首次採用雙盾式潛盾機（double-shielded TBMs）鑽挖紐約市的地下，同時以預製混凝土管片盾構出隧道內壁。此外，也首次實施了冰凍工法穩固地盤，進而使潛盾機在挖掘及安裝隧道內壁時能運作妥當」。
7號地鐵延伸線的開通日期已延宕至2014年6月，而34街車站以外的部分則要至2015年初才能投入使用。紐約大都會運輸署下屬的建設公司總裁邁可·霍洛尼謝努（Michael Horodniceanu）對《紐約時報》表示，傾斜式電梯裝設時出現的困難可能使7號線延伸段的通車日向後推遲至2014年夏末或秋初。2014年2月的MTA董事会会议上表示将再度延后至当年11月。最後路線於2015年9月13日通車。

## 施工過程

地鐵7號線路線圖，紫色實線是營運中路段，淺紫色虛線是延伸路段，34街以南的淺藍色虛線是尾端預留隧道，未鋪設基礎設施

2007年10月，總額約11億4,500萬美元、長達7,000英尺（2,100）的雙管隧道工程由紐約大都會運輸署交予JF謝伊建設（J.F. Shea）、美國斯堪斯卡建設和希亞馮公司（Schiavone）組成的合資團隊施工。理查德·達特內聯合建築師事務所（Richard Dattner and Partners, Architects）則負責設計賈維茨會展中心附近的新站。S3準備於之後在十一大道上的延伸線終點開挖地面、以鑽炸法蓋出了1,000英尺（300）長的第一段隧道，並且將兩台隧道潛盾機降入地下層，以鑽出剩餘的6,000英尺（1,800）路段，兩部機器一邊推進、一邊將預製混凝土片安裝到隧道內壁上。
2007年9月時，宣布在7號地鐵延伸段的新站內比照南碼頭站的IRT百老匯-第七大道線新月台增設特製空調系統、以冷卻乘客候車環境。12月3日，大都會運輸署在時報廣場站舉行了動工典禮，標誌著地鐵7號線的延伸工程正式開展，承包商也開始在賈維茨會展中心外挖掘站體。2008年11月，大都會運輸署又在其網站上發布、更新施工照片，方便市民查看工程進度。
前紐約市長在2006年12月12日一場對環保選民聯盟的演講中，表示政府已在當年11月時發行債券，以替地鐵7號線到十一大道與34街口的擴建工程籌妥經費。此時耗資約20億美元的地鐵延伸工程是由市府透過租稅增額融資的公債交易所資助，並預計要從未來地鐵沿線的地產開發利潤中回償資金。
2008年6月，十一大道下的隧道開始興建。2009年2月，S3工程團隊把兩台潛盾機放入十一大道與25街街口的大型豎井內，開始掘出兩條7,100英尺（2,200）長的平行隧道，前往41街底下的時報廣場站月台。同年12月21日，大都會運輸署表示兩台潛盾機已經抵達34街車站、並鑽破了牆壁。當時的時程中規劃讓兩台潛盾機在2010年春天挖完表定的隧道路段。
在地鐵7號線施工時，一項重大的障礙就是IND第八大道線在時報廣場-42街／港務局客運總站車站的下層舊月台，正好位在新隧道會行經的地點上，因此必須先拆除一部分已經停用的月台，以使工程展開後，地鐵7號線的隧道能夠通過。2009年6月，大都會運輸署已經在港務局客運站的地下層內蓋出一座150英尺（46）長的隧道，位於客運站入口坡道的正下方。這便是地鐵7號延伸線的東端路段，將時報廣場站的月台與25街北上至此的潛盾隧道連接起來。2010年6月，一台潛盾機已經抵達港務局客運總站地下，完成了挖掘，第二台潛盾機則在同年7月15日到達。之後，工程師拆卸了部分的潛盾機，將之運回25街的工程豎井、並在那從地下移出。
2011年4月，大都會運輸署宣布潛盾隧道、34街新站月台和中間樓層等土建工程已完成85%，並宣布機電工程（涵蓋電機系統、供電、照明設施）和軌道工程將於2011年7月開放投標。此外，34街車站也開始規劃第二座入口。2012年5月，大都會運輸署宣稱這條總體進度完成65%的地鐵7號延伸線，已經收到了第一批軌道設備。2013年8月21日時，大都會運輸署公布的工程進度是90%完成。市長彭博在該年12月20日搭上了一班紀念列車前往34街新終點站，慶祝自己任內的這項政績。

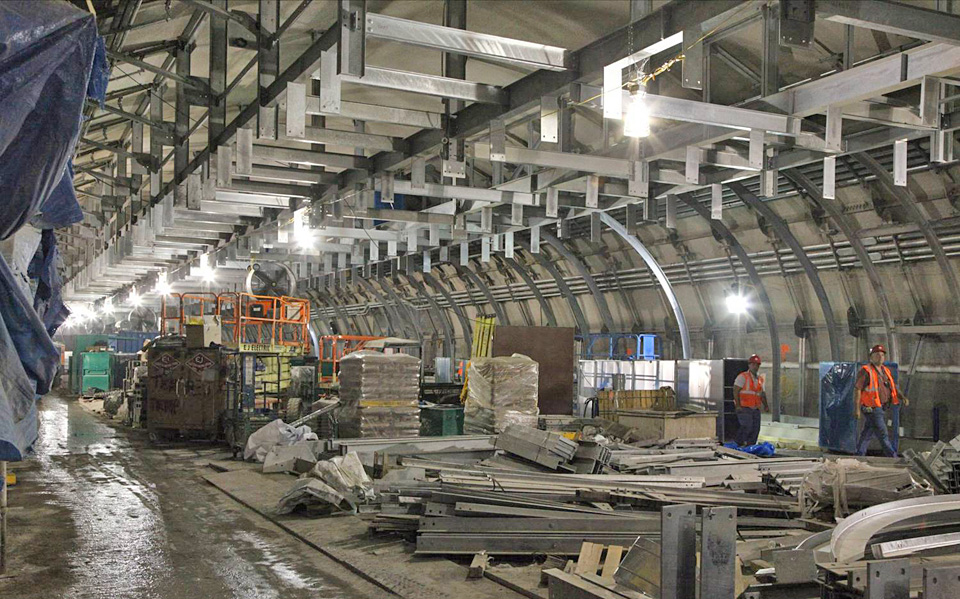
2012年9月時的隧道
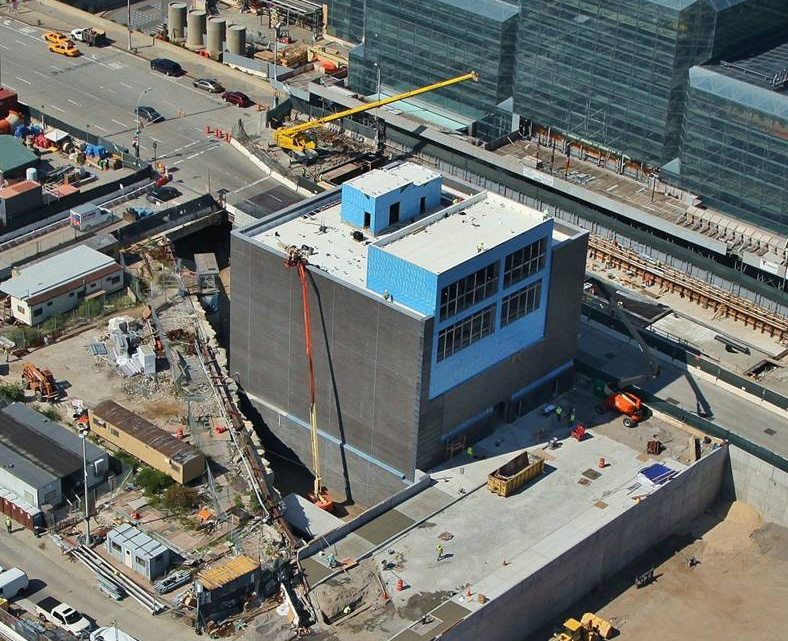
K工地附近的通風井，位於十一大道和36街街口
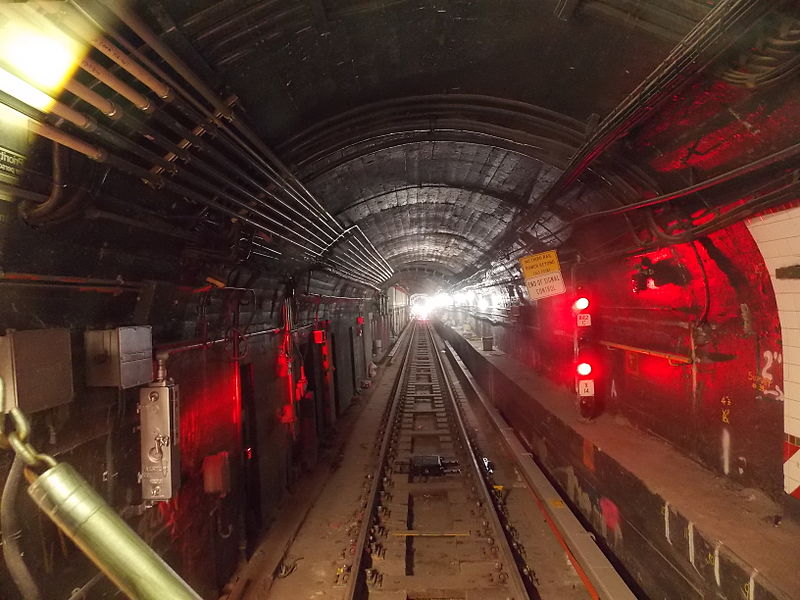
2013年11月25日時，從時報廣場站朝延伸隧道望去的景象，此時端牆已被打通、移除
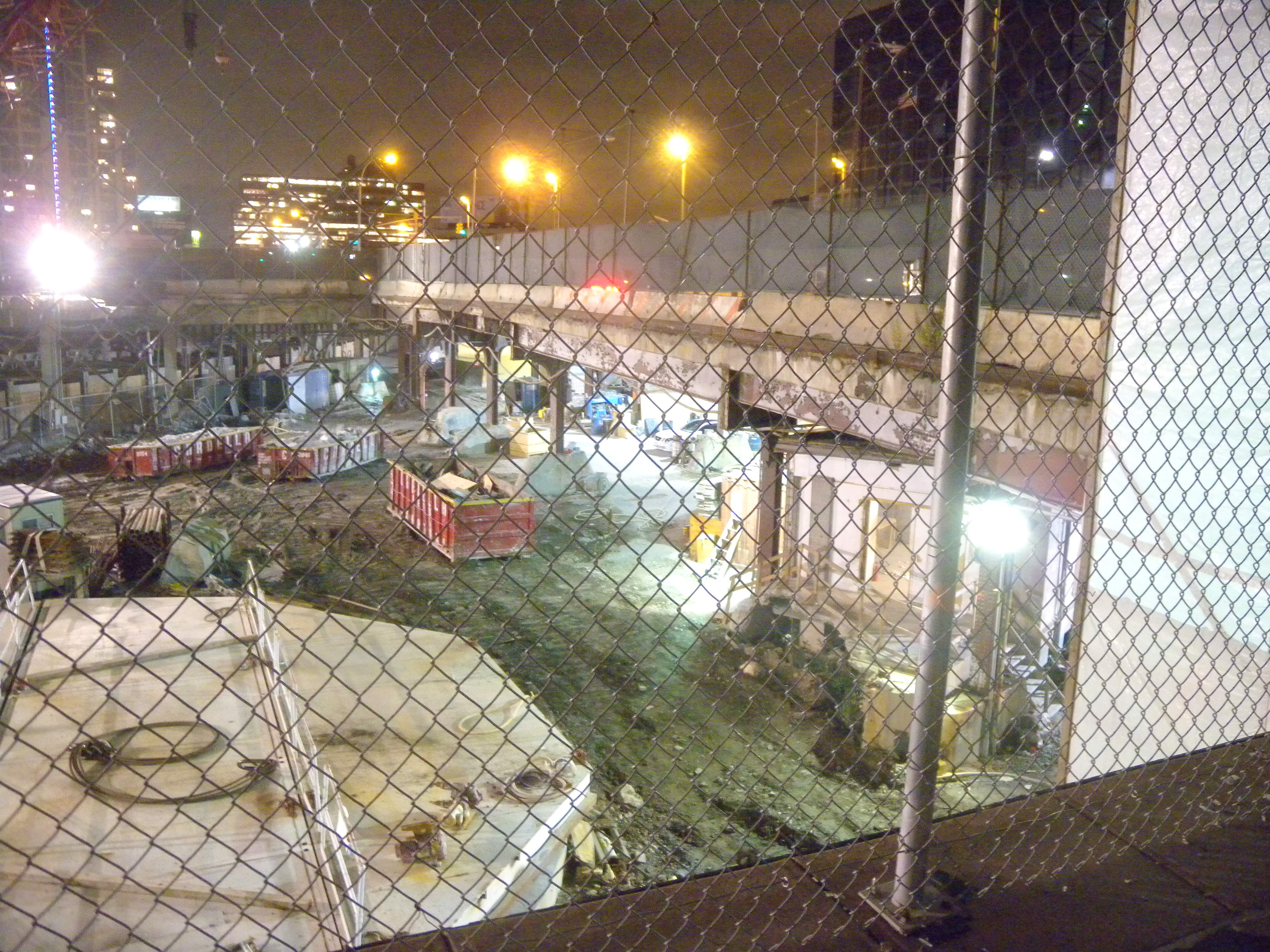
夜間的地鐵工地
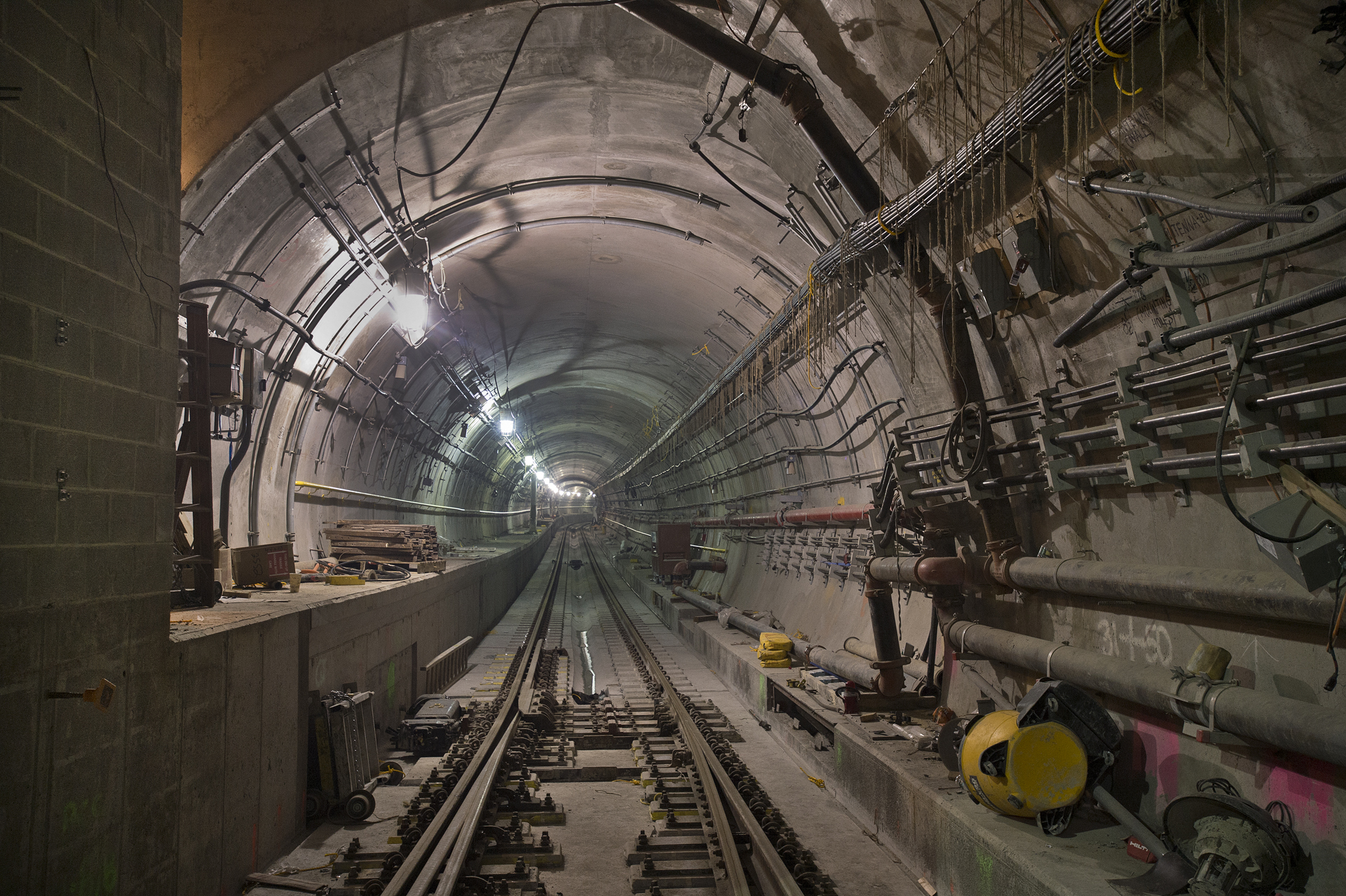
地鐵7號線延伸段的潛盾隧道
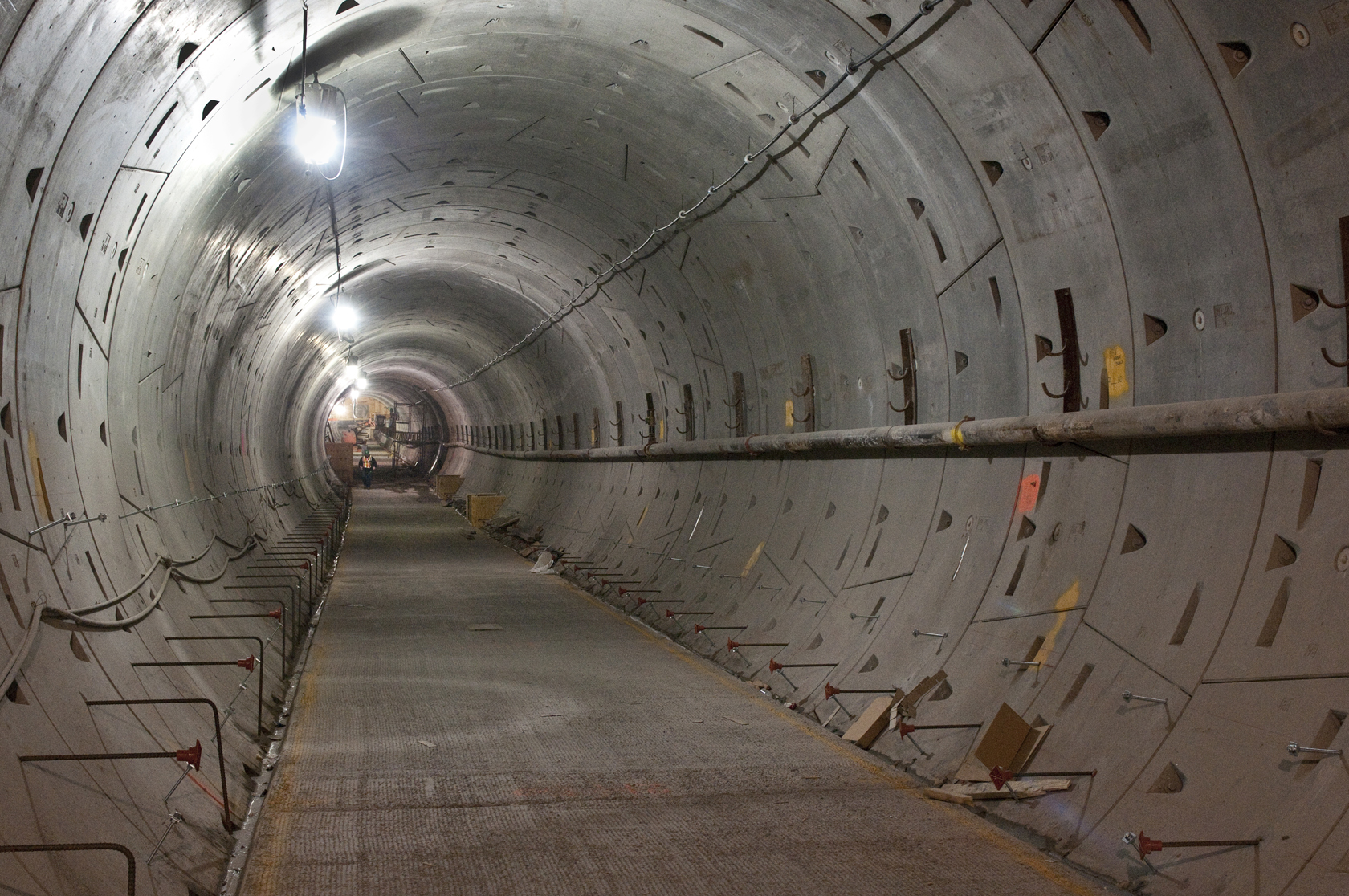
2012年1月26日時拍攝的隧道

## 車站

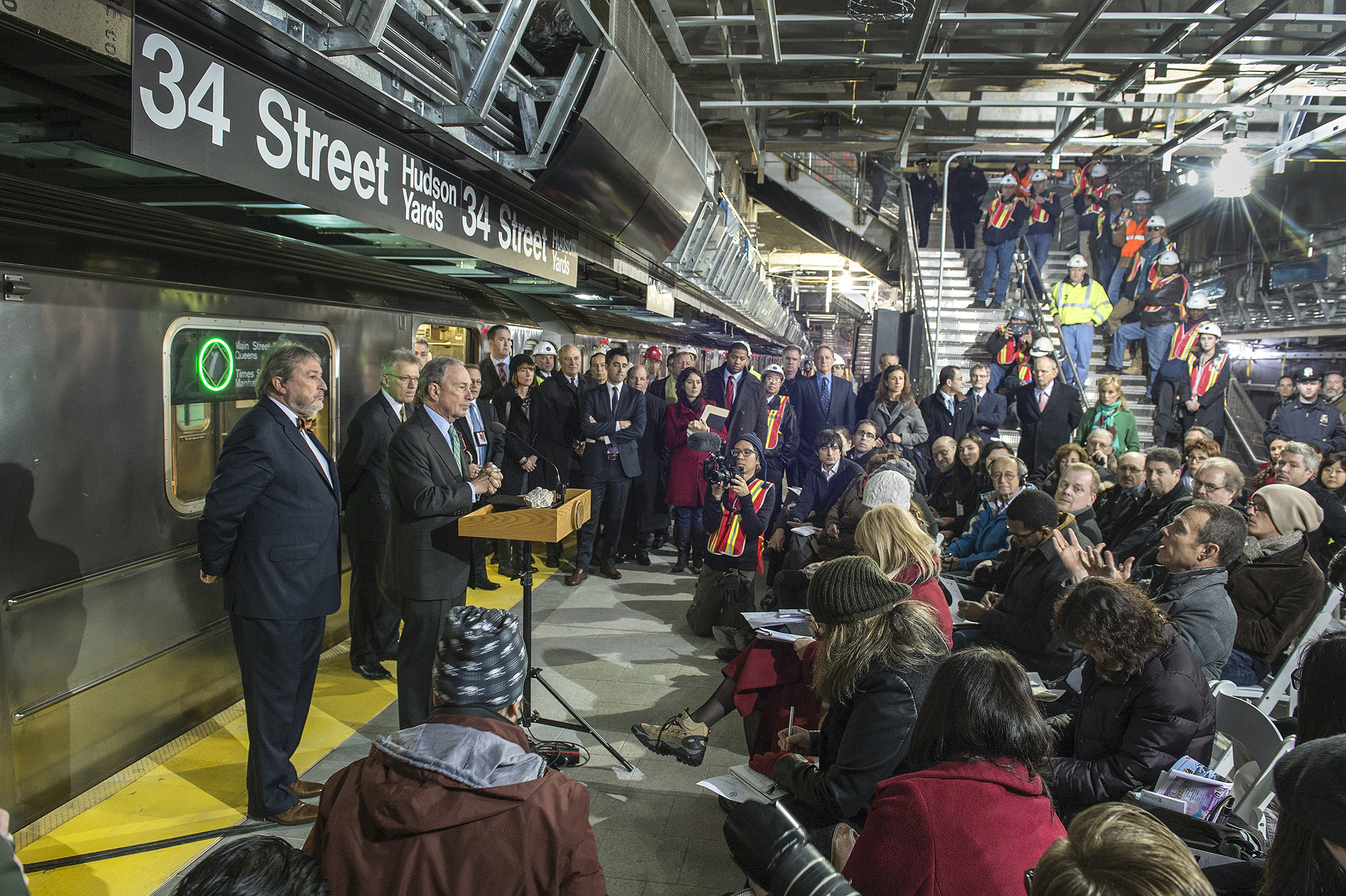
紐約市長彭博於2013年12月21日至34街車站致詞

### 34街車站
自2013年12月以後開始施工的34街車站位於十一大道與34街街口，在地鐵7號線延伸段通車後會成為其唯一一座新站，預計在2014年6月開通。紐約大都會運輸署表示，該站將會使周邊地區的「新樓房、餐廳和娛樂場所開始增加」，鄰近地帶除了地獄廚房之外還包括切爾西。

### 第十大道車站
儘管地鐵7號線的延伸計畫中原先有包含41街上的第十大道車站，然而時報廣場和34街中間的設站計畫卻在2007年10月時因成本升高而遭到剔除，只剩下34街的終點站。大都會運輸署表示除非能取得足夠資金，否則不可能在延伸計畫中追加這座車站。因此2007年的施工合約中並沒有包含該站的興建，但仍被列為一個耗資4億5千萬美元的選擇方案，2007年12月下旬的一份報告指出，如果紐約市府和大都會運輸署能對額外的經費達成協議，便可以先行施作第十大道車站的部分站體。大都會運輸署在2009年2月，宣稱若是在政府能從聯邦經濟刺激計畫中獲取充足財源的前提下，就會著手興建第十大道車站。2010年6月，紐約市宣布市府正在尋求資金，以對於第十大道車站的設置進行可行性研究，而擬定的設站方式是延後通車，設置兩座不能在地下連通的側式月台，並各自配置一個出入口。

## 紐澤西延伸計畫
2010年11月16日，《紐約時報》報導稱彭博市府正在進行一項規畫，打算將地鐵7號線延伸到哈德遜河對岸的紐澤西州，於該州境內的霍博肯和錫考克斯樞紐站等地設站，藉此與紐澤西公共運輸公司營運的通勤鐵道轉乘，並使紐澤西的通勤族可以搭車直達曼哈頓東側的大中央車站，或是換搭紐約地鐵系統上的其他路線。若該延伸計畫實現，將是紐約地鐵有史以來第一次將服務範圍擴張到紐約州之外，也會使7號線成為跨州地鐵。此外，亦將取代同樣穿過哈德遜河、但於2010年10月被紐澤西州州長克里斯·克里斯帝取消的區域中心連通鐵路。
2011年2月2日，紐約市的經濟開發公司通過投票，要將隧道延伸可行性研究的預算追加至25萬美元，而負責從事此評估案的業者——栢誠集團，即為曾經協助ARC鐵路規劃過河隧道的主要廠商。報告結果在2013年4月出爐，內容除了第十大道車站的興建之外，還讓地鐵7號線的過河路線採取與ARC舊計畫相同的走線，並在錫考克斯樞紐站附近興建雙層的多業者共駛路段，或是考慮拓寬東北走廊高鐵的路軌區，以在旁邊鋪設地鐵軌道讓列車行走。
根據《紐約郵報》報導，倘若地鐵7號線要通至錫考克斯，就需要再2012年底取得彭博市府的正式同意。紐澤西州的克里斯帝州長和紐新港務局則公開支持此計畫，而且兩者在地鐵獲得了官方批准之後，還會幫忙分攤原先預估的100億元總經費。
地鐵7號線的延伸經費比ARC隧道的興建便宜，因為前者從第十一大道的車站南下之後，就會轉往西邊過河，而不需要在先驅廣場下方開挖複雜的深層站體，也取消了地鐵東延往該廣場時所需的昂貴隧道工事。然而與ARC方案相較之下，7號線方案從紐澤西前往曼哈頓的時間會更加拉長，因為紐澤西通勤鐵道的乘客必須去錫考克斯才能轉地鐵。另外，由於通勤列車能行走現有的過河鐵道前往紐約賓州車站，因此地鐵7號線將無法達成分流、舒緩過河交通擁擠的關鍵目標。但另一方面，新路線如同克里斯帝州長所述，「將能讓我們（紐澤西州）直接通往曼哈頓東城，正如以往所希望的...」。彭博市長已經與紐約州州長安德魯·庫默會晤，而該項仍需歷時五年才能發展成形的地鐵工程並無法自動符合資格，已取得聯邦分配給ARC隧道的資金。
除了地鐵7號線過河案外，美鐵在2011年2月宣布的「關口計畫」中納入了一條連接紐澤西賓州車站至曼哈頓賓州車站的高鐵延伸計畫，旨在增強紐澤西通勤鐵路的載客能力，而該條新鐵路的配套措施就是將地鐵7號線從34街車站向東延三個街區到賓州車站，而非如原先規劃的往西延伸過河去錫考克斯。美國國會已於2011年11月撥款1,500萬贊助該計畫的研究，而美鐵的方案與7號地鐵的延伸計畫已經在資金的取得上形成競爭關係。
有鑑於預算方面的考量，大都會運輸署主席喬·洛塔在2012年4月指出，無法確定地鐵7號線的過河工程是否能在短期內展開，並建議說美鐵的關口計畫是一個更容易達成的過河交通紓緩之道。不過市府在2013年4月時委託製作的一分可行性研究書又重燃了該條地鐵延線的希望，彭博當時表示「7號地鐵的錫考克斯延伸線是一項大有可為的潛力方案...值得審慎考慮」。
在2013年11月的一篇《紐約每日新聞》觀點文章中，紐約不動產委員會會長和愛迪遜資產公司（Edison Properties）主席呼籲將地鐵7號線的錫考克斯延伸段設計成與「關口計畫」的美鐵隧道共用。同個月內，紐澤西州眾議院過了一份168號決議案，支持紐約地鐵將7號線擴建到霍博肯和錫考克斯。